# Bansone
Bansone is een bestuurslaag in het regentschap Timor Tengah Utara van de provincie Oost-Nusa Tenggara, Indonesië. Bansone telt 3281 inwoners (volkstelling 2010).